# Borek (Korfantów)
Borek (deutsch Leopoldsdorf) ist ein Ort der Stadt- und Landgemeinde Korfantów im Powiat Nyski der Woiwodschaft Opole (Oppeln) in Polen.

## Geographie
Borek liegt rund sieben Kilometer nordöstlich von Korfantów (Friedland O.S.), 29 Kilometer östlich von Nysa (Neisse) und 40 Kilometer südwestlich von Opole in der Nizina Śląska (Schlesischen Tiefebene) am rechten Ufer der Steinau (Ścinawa Niemodlińska). Das Dorf ist umgeben von weitläufigen Waldgebieten.
Nachbarorte von Borek sind im Norden Przechód (Psychod) und im Süden Kużnica Ligocka (Ellguth-Hammer).

## Geschichte

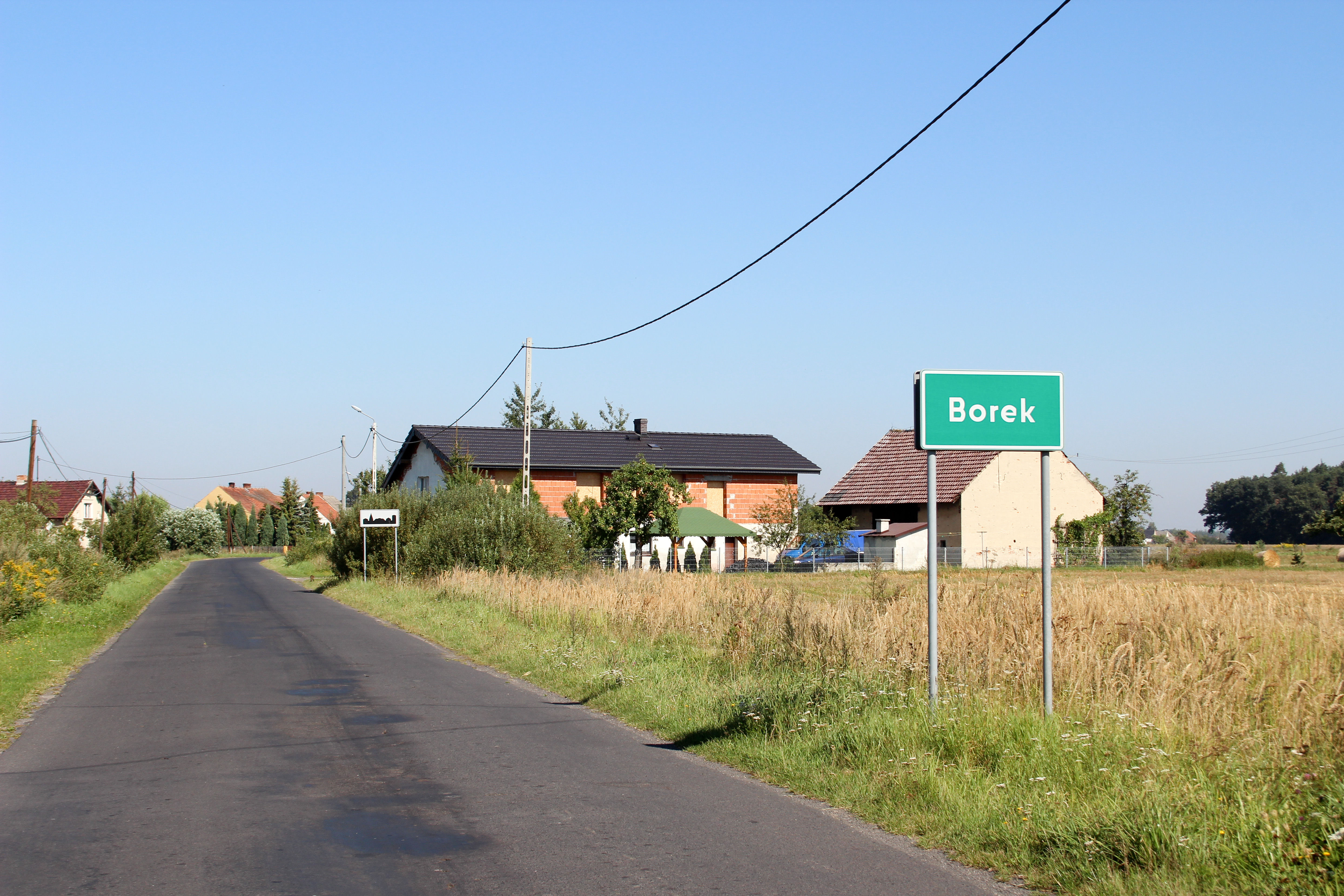
Ortseingang Borek

Das Dorf wurde 1757 vom Grafen Dietrichstein gegründet.
Nach der Neuorganisation der Provinz Schlesien gehörte die Landgemeinde Leopoldsdorf ab 1816 zum Landkreis Falkenberg O.S. im Regierungsbezirk Oppeln. 1845 bestanden im Dorf ein Schankhaus und 25 Häuser. Im gleichen Jahr lebten in Leopoldsdorf 207 Menschen, allesamt katholisch.
Als Folge des Zweiten Weltkriegs fiel Leopoldsdorf 1945 wie der größte Teil Schlesiens unter polnische Verwaltung. Nachfolgend wurde der Ort in Borek umbenannt und der Woiwodschaft Schlesien angeschlossen. 1950 wurde es der Woiwodschaft Oppeln eingegliedert. 1999 kam der Ort zum neu gegründeten Powiat Nyski (Kreis Neisse).